# Juquinha Gomes Duarte
José Gomes Duarte, também conhecido como Juquinha Gomes Duarte (Bananal, 29 de junho de 1887- Bauru, 1 de julho  de 1929),  foi um prefeito de Bauru. 

## Carreira política
Ele foi prefeito designado, de 12 de outubro a 17 de novembro de 1924, sucedendo ao prefeito designado Eduardo Vergueiro de Lorena, e sendo sucedido pelo prefeito eleito Eduardo Vergueiro de Lorena. Foi prefeito eleito, sucedendo Eduardo Vergueiro de Lorena, de 22 de janeiro de 1926 a 11 de julho de 1929, sendo sucedido pelo vice prefeito em exercício Ernesto Monte.

## Morte
Ele foi assassinado no dia 11 de julho de 1929, na rua Batista de Carvalho. Por volta das 14h30min, o prefeito desembarcava de um automóvel em frente à Casa Lusitana quando foi baleado duas vezes por Moacir de Almeida, proprietário de terras na região de Anhumas (Jaú). Ele foi detido em flagrante pela polícia logo após o crime e afirmou que a motivação do mesmo se deu após uma discussão motivada pela disputa judicial de posse de terras da fazenda Anhumas entre ele e a vítima. José Gomes Duarte foi alvejado com tiros de pistola Orbea H. O. calibre 38 de cano longo. As balas o atingiram no torax e na cabeça, provocando grande hemorragia e perda de massa encefálica. 
Levado às pressas para a Santa Casa de Misericórdia de Bauru, não resistiu aos graves ferimentos causados pelos tiros vindo a falecer naquele mesmo dia.   Sua morte causou luto na cidade de Bauru, onde o comércio e empresas de grande porte à época como a Estrada de Ferro Noroeste do Brasil e a Companhia Paulista de Força e Luz encerraram o expediente em sinal de luto. Por conta das poucas informações, não se sabe se o referido era capitão do Exército Brasileiro ou capitão diplomado da Guarda Nacional, embora seja provável que a segunda opção seja correta.</ref> José Gomes Duarte foi sepultado no dia 14 de julho de 1929. 
| “ | Acaba de ser barbaramente assassinado nesta cidade, as 15 horas, o sr. José Gomes Duarte, prefeito municipal, por motivos ignorados. | ” |